# Pierre Arraut
Pierre Arraut, né le 29 avril 1910 dans le 15e arrondissement de Paris et mort le 29 septembre 1983 à Sète, est un homme politique français.

## Biographie
Il est député de l'Hérault et membre du parti communiste français. Il est député de 1967 à 1968 puis de 1973 à 1978, maire de Sète de 1945 à 1973 ainsi que Conseiller général du canton de Sète de 1945 à 1967. Il est inhumé au cimetière Le Py de Sète.
En 1978, Pierre Arraut alors âgé de 68 ans décide de ne pas se représenter aux élections législatives. Il décède le 29 septembre 1983 à Sète à l'âge de 73 ans. Il est actuellement enterré dans cette même ville, lieu où il est maire pendant 28 ans et conseiller général pendant 22 ans.

## Dates des mandats
Député de la 3e circonscription de l'Hérault
- 1967-1968
- 1973-1978

Conseiller général du canton de Sète:
- 1945-1949
- 1961-1967

Maire de Sète:
- 1945-1947
- 1959-1973

Membre de la Commission de la défense nationale et des forces armées:
- 1967-1968
- 1973-1978